# Vladimír Syrovátka
Vladimír Syrovátka (Zdolbuniv, 19 giugno 1908 – Praga, 14 settembre 1973) è stato un canoista cecoslovacco.
In rappresentanza della Cecoslovacchia ha vinto la medaglia d'oro olimpica nella canoa alle Olimpiadi di Berlino 1936, in particolare nella specialità C2 1000 metri insieme a Jan Brzák-Felix.